# 卡西亞諾·德爾·波佐
卡西亞諾·德爾·波佐（義大利語：Cassiano dal Pozzo，1588年 – 1657年10月22日）是一位研究古羅馬文物的意大利學者，曾擔任樞機主教弗朗西斯科·巴爾貝里尼的秘書，也是尼古拉·普桑的長期贊助人。他也對煉金術感興趣，是早期歐洲科學發展史上的較重要人物之一。

## 生平
德爾·波佐出生於都靈的一個源起於維切利的貴族家庭，但是他長大的地方卻是在佛羅倫薩，並曾在比薩大學接受教育。1612年前往羅馬，1623年開始在樞機主教巴爾貝里尼家中擔任秘書，躋身于羅馬上流社會。此外他和樞機主教一樣，也加入了山貓學會。他和弟弟卡洛·安東尼奧 （Carlo Antonio，1606–1689）在1615年左右開始收藏各種文物，將其收藏稱為“Museo Cartaceo”（紙質博物館）。
1624年普桑抵達羅馬後不久就收到了波佐的援助，二人成了朋友，波佐委託普桑繪製的最著名畫作為《七項圣事》系列。與他生活在一個時代的傳記作家卡洛·達蒂（Carlo Dati）為他作傳，寫下了《Delle lodi del Commendator Cassiano dal Pozzo》一書，並於1664年出版。

## 遺產
他死後來其藏品經教皇克雷孟十一世、教皇的侄子樞機主教亞歷山大·阿爾巴尼轉手，到了喬治三世時收藏在白金漢宮，現藏於英國溫莎城堡、大英圖書館、邱園和約翰索恩爵士博物館，一些喬治王沒有買下的部分收藏在法蘭西學院及其他地方。

## 擴展閱讀
- Francis Haskell, Mecenati e pittori (Florence) 1966.
- Ingo Herklotz, Cassiano dal Pozzo und die Archaeologie des 17. Jahrhunderts in series Romische Forschungen der Bibliotheca Hertziana, 28 (Munich: Hirmer) 1999.
- Cassiano dal Pozzo. I segreti di un Collezionista (Galleria Borghese, Rome, 2000, etc.) Travelling exhibition; catalogue by Lorenza Mochi and Francesco Solinas. Briefly described on-line
- Walter Friedlaender, Nicolas Poussin: A New Approach (New York: Abrams) 1964.

## 外部連結
- "The Paper Museum of Cassiano dal Pozzo" Review of vol. VII （页面存档备份，存于）
- Accademia dei Lincei: Protagonisti: Cassiano dal Pozzo （页面存档备份，存于）